# Ушр
‘Ушр (араб. عشر‎ — «десятая часть»; мн. ч. а‘ша́р, у‘шу́р) — налог или сбор в размере 1/10 в исламских странах; десятина.
Ушр может означать:
1. налог с продуктов земледелия, выплачиваемый мусульманами с земель, которые были захвачены и поделены мусульманами в результате войн, либо же с негодных в прошлом земель, возрожденных мусульманами[1].
2. торговая пошлина с ахль аль-харб в размере 1/10 цены товара.
3. всякие торговые сборы с мусульман сверх законного закята.

Необходимость выплаты ушра закреплена Кораном, Сунной и единогласным решением исламских богословов (иджмой):

Он — тот, кто взрастил сады, в которых растения с подпорками [для них] и без подпорок, — [в них] финиковые пальмы, посевы с разнообразными злаками, оливы, гранатовые деревья, плоды их похожи [на вид] и не похожи [на вкус]. Вкушайте эти плоды, когда [сады] станут плодоносить, и давайте [нуждающимся] должное в день уборки, но не излишествуйте, ибо Он не любит излишествующих

Оригинальный текст (ар.)وَهُوَ الَّذِي أَنْشَأَ جَنَّاتٍ مَعْرُوشَاتٍ وَغَيْرَ مَعْرُوشَاتٍ وَالنَّخْلَ وَالزَّرْعَ مُخْتَلِفًا أُكُلُهُ وَالزَّيْتُونَ وَالرُّمَّانَ مُتَشَابِهًا وَغَيْرَ مُتَشَابِهٍ ۚ كُلُوا مِنْ ثَمَرِهِ إِذَا أَثْمَرَ وَآتُوا حَقَّهُ يَوْمَ حَصَادِهِ ۖ وَلَا تُسْرِفُوا ۚ إِنَّهُ لَا يُحِبُّ الْمُسْرِفِينَ—  6:141 (Кулиев)

## Налог с продуктов земледелия
Налог с продуктов земледелия выплачивался мусульманами с тех земель, которые по праву завоевания, окультуривания или дарения правителем не подлежат обложению хараджем. Обычно ушр дается с урожая зерновых и фруктов, а огородные культуры обычно не облагаются ушром. Это общее положение лишь приблизительно отражает существовавшую в Арабском халифате практику: так, с одной стороны, с ушровых земель, орошаемых с помощью технических приспособлений, бралась 1/20 урожая, а с другой — харадж с малодоходных богарных земель составлял 1/10 урожая. Право выплаты ушра вместо хараджа со временем превратилось в персональную привилегию. Теоретически ушр представляет собой обязательную милостыню (закят) с продуктов земледелия, и поэтому, некоторые факихи считали, что мусульманин — владелец хараджной земли должен платить ушр сверх хараджа, то есть ушр равен закяту. В действительности крупные землевладельцы, платившие ушр, получали с арендаторов харадж и платили из него ушр, оставляя себе разницу.